# Livre Poids de table
Livre Poids de table, das Tafel- oder Stadtgewicht, war eine französische Masseneinheit und galt als Handelsgewicht. Der Geltungsbereich des Maßes war auf der Region Provence und die Städte, wie Lyon, Marseille und Toulouse, beschränkt.
- 1 Livre Poids de Table = 16 Once/Unzen = 128 Gros = 9216 Grains
- 1 Quintal[1] = 100 Livres Poids de table = 40,793 Kilogramm
- 120 Livres Poids de table = 100 Livres Poids de marc (Pariser Markgewicht)
- Toulouse 1 Poids de Table = 24,816 Lot (Preußen 1 L.= 16,667 Gramm)
- Marseille 1 Poids de Table = 24,476 Lot = 407,93 Gramm
- Lyon 1 Poids de Table/Poids de ville = 418,757 Gramm[2]